# Marco Marzano
Marco Marzano (Cuggiono, Lombardía, 10 de junio de 1980) es un ciclista italiano que fue profesional entre 2004 y 2012.
El 10 de diciembre de 2012 anunció su retirada del ciclismo tras nueve temporadas como profesional y con 32 años de edad aunque continuaría como parte del personal del conjunto Lampre.

## Palmarés
2004
- Baby Giro, más 1 etapa

## Resultados en Grandes Vueltas
| Carrera | Carrera         | 2004 | 2005  | 2006 | 2007 | 2008 | 2009 | 2010 | 2011 | 2012 |
| ------- | --------------- | ---- | ----- | ---- | ---- | ---- | ---- | ---- | ---- | ---- |
|         | Giro de Italia  | —    | —     | —    | 37.º | —    | 51.º | 80.º | Ab.  | —    |
|         | Tour de Francia | —    | —     | —    | —    | 89.º | —    | —    | —    | 80.º |
|         | Vuelta a España | —    | 101.º | Ab.  | 87.º | 25.º | Ab.  | 40.º | 61.º | 73.º |

—: no participa
Ab.: abandono